# Мактаб аль-Хидамат
Мактаб аль-Хидамат (арабский :مكتب الخدمات) — Афганская исламистская группировка моджахедов созданная в 1984 году. Группировка состояла в основном из иностранных наемников.
Во время афганской войны группировка не играла большой роли из-за своей малочисленности. В нее входило около 100 человек. В год получала около 1 миллиона долларов со стороны США и других западных стран. Группировка сотрудничала и координировала свои действивия с организацией Гульбеддина Хекматияра и другими группировками состоявших  в Пешаварской семерке. MAK оплачивал авиабилеты для новобранцев, которые должны были отправиться в афганский регион для военной подготовки.
24 ноября 1989 года был убит лидер группировки Абдулла Аззам неизвестными убийцами в результате взрыва нескольких мин. Аззам и его сыновья были убиты по дороге в местную мечеть на вечернюю молитву.  После смерти Аззама Усама бен Ладен взял на себя управление МАК, он объявил что эта организация присоединяется к «Аль-Каиде».

## Дальнейшее чтение
- Гунаратна, Рохан. 2002. Внутри Аль-Каиды: Глобальная сеть террора . Писец, Мельбурн.
  - Лэнс, Питер. 2003. 1000 лет мести: международный терроризм и ФБР . Риган Букс, Нью-Йорк